# Martin Drennan
Martin Drennan (ur. 2 stycznia 1944 w Piltown, zm. 26 listopada 2022) – irlandzki duchowny rzymskokatolicki, w latach 2005-2016 biskup Galway-Kilmacduagh.

## Życiorys
Święcenia kapłańskie przyjął 16 lipca 1968 i został inkardynowany do diecezji Ossory. Po trzyletnich studiach w Rzymie został wikariuszem parafialnym, zaś w 1975 objął funkcję profesora w diecezjalnym seminarium. W 1980 ponownie wyjechał do Rzymu i został ojcem duchownym irlandzkich seminarzystów studiujących w Wiecznym Mieście. Od 1985 wykładowca w Maynooth.
28 maja 1997 został mianowany biskupem pomocniczym Dublina ze stolicą tytularną Aquae Regiae. Sakrę biskupią otrzymał 21 września 1997. 23 maja 2005 otrzymał nominację na biskupa diecezji Galway-Kilmacduagh, zaś 3 lipca 2005 kanonicznie objął w niej rządy. 29 lipca 2016 zrezygnował z urzędu.